# Stawyszcze (obwód chmielnicki)
Stawyszcze (ukr. Ставище) – wieś na Ukrainie, w obwodzie chmielnickim, w rejonie kamienieckim, w hromadzie Nowi Dunajiwci. W 2001 liczyła 501 mieszkańców.